# Hudeje
Hudeje – wieś w Słowenii, w gminie Trebnje. W 2018 roku liczyła 77 mieszkańców.